# Labergement-du-Navois
Labergement-du-Navois è un comune francese di 114 abitanti situato nel dipartimento del Doubs nella regione della Borgogna-Franca Contea.

## Società

### Evoluzione demografica
Abitanti censiti